# Fabien Loris
Fabien Loris, pseudoniem van Dominique Terreran Fabien (Parijs, 29 september 1906 - aldaar 7 september 1979) was een Franse filmacteur en illustrator. 
Na zijn afstuderen ging hij boksen en daarna werd hij kunstschilder. In zijn hoedanigheid van illustrator maakte hij voor de Parijse muziekuitgever Francis Day vanaf 1923 ongeveer 120 bladmuziekomslagen. Hij verbond zich in de jaren 1930 met Jacques Prevert en zijn Groupe Octobre en zo maakte hij zijn debuut in de filmwereld.
Hij speelde in een twintigtal films tussen 1932 en 1955, met name onder de leiding van Jean Renoir en Marcel Carné. Een van zijn bekendste rollen is die van d'Avril, handlanger van Lacenaire in Les Enfants du paradis (1945).

## Filmografie
De laatste naam is de regisseur
- 1932 : Chotard et Cie de Jean Renoir
- 1935 : Le commissaire est bon enfant, le gendarme est sans pitié Jacques Becker
- 1936 : Sous les yeux d'Occident Marc Allégret
- 1936 : Le Crime de Monsieur Lange Jean Renoir
- 1936 : La vie est à nous Jean Renoir
- 1937 : Le Temps des cerises  Jean-Paul Le Chanois
- 1937 : La Citadelle du silence Marcel L'Herbier
- 1937 : Drôle de drame Marcel Carné
- 1938 : Les Gens du voyage Jacques Feyder
- 1938 : Altitude 3200 Jean Benoît-Levy en Marie Epstein
- 1939 : La Loi du nord Jacques Feyder
- 1940 : Les Surprises de la radio  Marcel Aboulker
- 1943 : Adieu Léonard Pierre Prévert
- 1945 : Les Enfants du paradis de Marcel Carné
- 1946 : Le Couple idéal Bernard-Roland en Raymond Rouleau
- 1946 : Les Portes de la nuit  Marcel Carné
- 1947 : L'Arche de Noé Henry Jacques
- 1947 : La bergère et le ramoneur Paul Grimault
- 1948 : Le Mystère de la chambre jaune de Henri Aisner
- 1950 : Un homme marche dans la ville Marcello Pagliero
- 1951 : Demain nous divorçons Louis Cuny
- 1954 : Crainquebille  Ralph Habib
- 1954 : Papa, maman, la bonne et moi Jean-Paul Le Chanois
- 1955 : Ça va barder John Berry